# Praznik
Praznik je dan kada se nešto slavi. To je obično Prvi maj, Dan žena, pa čak i rođendani. Praznikom se obeležava značajan datum ili događaj. Osim članova porodice, tu su prijatelji kao i šira rodbina. Oni zajedno, sa slavljenikom obeležavaju određeni praznik.

## Terminologija
Engleska reč holiday potiče od staroengleske reči hāligdæg (hālig „sveti“ + dæg „dan“). Reč se prvobitno odnosila samo na posebne verske dane.
Reč praznik ima različite konotacije u različitim regionima. U Sjedinjenim Državama ova reč se koristi isključivo za označavanje nacionalnog, verskog ili kulturnog dana(ova) odmora ili proslave, ili samih događaja, dok se u Ujedinjenom Kraljevstvu i drugim državama Komonvelta reč može odnositi na period vremena kada je dogovoreno odsustvo sa dužnosti i koristi se kao sinonim za odmor, za šta se koristi zasebna reč u SAD. Ovo vreme se obično izdvaja za odmor, putovanja ili učešće u rekreativnim aktivnostima, sa čitavim industrijama koje ciljaju da se poklope ili poboljšaju ova iskustva. Dani odsustva se možda ne poklapaju sa nekim posebnim običajima ili zakonima. Poslodavci i obrazovne ustanove mogu sami da odrede „praznike“ koji se mogu, ali ne moraju, preklapati sa nacionalno ili kulturno relevantnim datumima. Moderna upotreba varira geografski. U Severnoj Americi to znači svaki posvećeni dan ili period proslave. U Ujedinjenom Kraljevstvu, Australiji i Novom Zelandu, holiday se često koristi umesto reči odmor.

## Globalni praznici
Proslava Nove godine je uobičajen praznik u svim kulturama već najmanje četiri milenijuma. Takvi praznici obično slave poslednji dan u godini i dolazak sledeće godine u kalendarskom sistemu. U modernim kulturama koje koriste gregorijanski kalendar, proslava Nove godine obuhvata Novogodišnje veče 31. decembra i Novogodišnji dan 1. januara. Međutim, i drugi kalendarski sistemi takođe imaju proslavu Nove godine, kao što su Kineska Nova godina i Vijetnamski tet. Nova godina je najčešći državni praznik, koji obeležavaju sve zemlje koje koriste gregorijanski kalendar osim Izraela.
Božić je popularan praznik širom sveta zbog širenja hrišćanstva. Praznik je priznat kao državni praznik u mnogim zemljama Evrope, Amerike, Afrike i Australije i slavi ga preko 2 milijarde ljudi. Iako praznik religioznog porekla, Božić često slave i nehrišćani kao svetovni praznik. Na primer, 61% Britanaca slavi Božić na potpuno sekularan način. Božić je takođe postao tradicija u nekim nehrišćanskim zemljama. Na primer, za mnoge Japance postalo je uobičajeno da kupuju i jedu prženu piletinu na Božić.
Nedavno izmišljeni praznici obeležavaju niz savremenih društvenih i političkih pitanja i drugih važnih tema. Ujedinjene nacije objavljuju listu međunarodnih dana i nedelja. Jedan takav dan je Međunarodni dan žena 8. mart, koji slavi ženska dostignuća i kampanje za rodnu ravnopravnost i ženska prava. Dan planete Zemlje obeležavaju ljudi širom sveta od 1970. godine, sa 10.000 događaja u 2007. To je praznik koji obeležava opasnosti ekološke štete, kao što su zagađenje i klimatska kriza.

## Uobičajeni svetovni praznici
Drugi sekularni praznici se obeležavaju regionalno, nacionalno i širom regiona koji obuhvataju sa više zemalja. Kalendar obreda Ujedinjenih nacija posvećuje decenije određenoj temi, ali i čitavu godinu, mesec, nedelju i dane. Praznici posvećeni obeležavanju, kao što je obeležavanje završetka Drugog svetskog rata ili Šoa, takođe mogu biti deo obaveze reparacije prema Rezoluciji Generalne skupštine UN 60/147 Osnovni principi i smernice o pravu na pravni lek i reparaciju za žrtve teških kršenja međunarodnog prava o ljudskim pravima i teških kršenja međunarodnog humanitarnog prava.

## Državni praznici

### Zamena praznika
Ako se praznik poklopi sa drugim praznikom ili danom vikenda, umesto njega se može priznati drugi praznik. U Ujedinjenom Kraljevstvu na vladinom veb-sajtu stoji da „Ako je državni praznik vikendom, 'zamenski' radni dan postaje državni praznik, obično sledeći ponedeljak“, a lista državnih praznika za 2020. uključuje ponedeljak, 28. decembar kao „Boksing dan (zamenski dan)”, pošto je 26. decembar subota. Proces pomeranja praznika sa vikenda na sledeći ponedeljak je poznat kao Mondayisation na Novom Zelandu.

### Nacionalni dani
Nacionalni dani su dani od značaja za naciju ili nacionalnu državu. Nacionalni dani su obično proslavljanje nezavisnosti države (npr. 4. jul u SAD), osnivanja ili ujedinjenja (npr. Dan nemačkog jedinstva), komemoracije revolucije (npr. Dan Bastilje u Francuskoj) ili oslobođenja (npr. 9. maj na Kanalskim ostrvima ), ili praznik za sveca zaštitnika (npr. Dan Svetog Patrika u Irskoj) ili vladara (npr. 5. decembar na Tajlandu). Sve zemlje osim Danske i Ujedinjenog Kraljevstva obeležavaju nacionalni dan. U Velikoj Britaniji, konstitutivne zemlje imaju zvanične ili nezvanične nacionalne dane povezane sa svojim svecem zaštitnikom. Britanski nacionalni dan je često predlagan, kao što je datum Akta Unije 1707 (1. maj) ili Kraljev zvanični rođendan, ali nikada nije usvojen.

## Verski praznici

### Sekularizacija
Neke verske praznike mnogi slave i kao svetovne praznike. Na primer, 61% Britanaca slavi Božić na potpuno sekularan način. 81% nehrišćanskih Amerikanaca takođe slavi Božić. Galupova anketa iz 2019. pokazala je da dve trećine Amerikanaca i dalje slavi bar donekle religiozan Božić.
Navodna prekomerna sekularizacija određenih praznika izazvala je kontroverze i tvrdnje o cenzuri religije ili političkoj korektnosti. Na primer, tokom 1990-ih, Gradsko veće Birmingema promovisalo je niz događaja u božićnoj sezoni pod brendom Vinterval kako bi se stvorila multikulturalna atmosfera o sezonskim svečanostima. Episkop Birmingema je reagovao na događaje, rekavši da je „sekularni svet, koji izražava poštovanje prema svima, zapravo osramoćen verom. Ili je možda hrišćanstvo ono koje je cenzurisano“. U Sjedinjenim Državama, konzervativni komentatori su okarakterisali sekularizaciju zimskih svečanosti kao „rat protiv Božića“.

## Literatura
- Fisher, Max (26. 2. 2013). „A surprising map of the world's national holidays (only two countries have no national day)”. The Washington Post.
- Elgenius, Gabriella (2019). „National Days in Nation Building: Similarities and differences”. Symbols of nations and nationalism : celebrating nationhood. Basingstoke, Hampshire. стр. 94—132. ISBN 9781349590476.
- „Bastille Day – 14th July”. Official Website of France. Архивирано из оригинала 15. 7. 2014. г.
- „Kiribati National Day in Kiribati in 2021”. Office Holidays (на језику: енглески). Приступљено 7. 2. 2021.
- Hunter, Helen-Louise (2008). „The Society and Its Environment”.  Ур.: Worden, Robert L. North Korea: A Country Study (Fifth изд.). Washington: Federal Research Division of the Library of Congress. стр. 85. ISBN 978-0-8444-1188-0.
- Pyper, Douglas (18. 12. 2015). „Bank and public holidays” — преко researchbriefings.parliament.uk.
- Anon (22. 5. 2007). „Bank Holiday Fact File” (PDF). TUC press release. TUC. Архивирано из оригинала (PDF) 3. 6. 2013. г. Приступљено 12. 1. 2010.
- Merz, Joachim; Osberg, Lars (2006-04-01). „Keeping in Touch: A Benefit of Public Holidays” (на језику: енглески). Rochester, NY.
- Marschall, Sabine (јануар 2013). „Public holidays as lieux de mémoire : nation-building and the politics of public memory in South Africa”. Anthropology Southern Africa (на језику: енглески). 36 (1-2): 11—21. ISSN 2332-3256. doi:10.1080/23323256.2013.11500039.
- Jha, Manish (7. 10. 2016). „Regular breaks”. Nepali Times. Архивирано из оригинала 10. 10. 2016. г. Приступљено 14. 10. 2016.
- O'Byrne, Brendan; Hor, Kimsay (22. 2. 2018). „Can Cambodia stay competitive with so many public holidays?”. The Phnom Penh Post. Архивирано из оригинала 22. 2. 2018. г. Приступљено 23. 2. 2018.
- „Why Columbus Day Courts Controversy”. HISTORY (на језику: енглески). Приступљено 2022-12-27.

## Spoljašnje veze
- Holidays на веб-сајту  (језик: енглески)